# Villers-Agron-Aiguizy
Villers-Agron-Aiguizy è un comune francese di 101 abitanti situato nel dipartimento dell'Aisne della regione dell'Alta Francia.

## Società

### Evoluzione demografica
Abitanti censiti